# Juan Carlos González Salvador
Juan Carlos González Salvador (Bilbao, 28 de gener de 1964) va ser un ciclista basc, que fou professional entre el 1987 i el 1995. El seu germà gran, Eduardo, també fou ciclista professional.
Va passar al professionalisme de la mà de l'equip KAS. La seva feina sempre fou de gregari dels diferents caps de fils amb qui va córrer. Va aconseguir un bon grapat de victòries gràcies a la seva bona punta de velocitat, entre elles dos campionats d'Espanya de ciclisme en ruta (1987 i 1991) i una etapa de la Volta a Espanya de 1993.

## Palmarès
- 1987
  - Campió d'Espanya en Ruta 
  - Vencedor d'una etapa de l'Estrella de Bessèges
- 1988
  - Vencedor d'una etapa Volta a Aragó
  - Vencedor d'una etapa Volta a Astúries
- 1989
  - 1r a la Hucha de Oro
- 1990
  - Vencedor d'una etapa de la Volta a Veneçuela
- 1991
  - Campió d'Espanya en Ruta 
  - 1r a la Hucha de Oro
- 1992
  - Vencedor d'una etapa de la Challenge de Mallorca (Trofeu Sóller)
  - Vencedor d'una etapa del Trofeu Castilla-León
- 1993
  - Vencedor d'una etapa de la Volta a Espanya
- 1994
  - Vencedor d'una etapa del Trofeo Castilla-León

### Resultats a la Volta a Espanya
- 1991. Abandona
- 1992. 108è de la classificació general
- 1993. Abandona. Vencedor d'una etapa
- 1994. 99è de la classificació general
- 1995. Abandona

### Resultats al Giro d'Itàlia
- 1993. Abandona